# Björn Nilsson (fotbollsspelare)
Björn Nilsson, född 9 april 1960, är en svensk före detta fotbollsspelare.

## Klubbkarriär
Björn Nilsson började som 10-åring spela i Malmö FF:s ungdomslag. Han debuterade i allsvenskan för MFF 1979 och spelade sin sista match för klubben i den allsvenska avslutningen 1986. Totalt blev det 265 matcher och ett SM-guld i Malmö FF. Efter det spelade han sju år i Schweiz, först fem år för Young Boys i den högsta ligan och sedan avslutade han med att spela för Monthey i tredjeligan. Nilsson återvände 1993 till Sverige och Landskrona BoIS, som blev uppflyttade till Allsvenskan under hans första säsong i klubben. Han spelade endast en halv säsong i allsvenskan innan en skada satte stopp för karriären.

## I landslaget
Nilsson spelade 16 landskamper för Sveriges fotbollslandslag. Han gjorde mål direkt i sin debut för landslaget mot Sovjetunionen 3 juni 1982, då han kom in som avbytare. Den sista landskampen spelade Nilsson i en EM-kvalmatch mot Italien 14 november 1987.